# معمار بزرگ جهان
معمار بزرگ جهان یا عالی معمار جهان نوعی درک و برداشت مفهومی از خدا است که مورد بحث بسیاری از دانشمندان الهیات مسیحی و متکلمان استدلالی مسیحیت قرار گرفته‌است. این در فرماسونری برای خنثی و بیطرفانه نشان دادن الوهیت بکار رفته‌است (که در هر شکلی و با هر نامی هر یک از اعضا ممکن است به صورت جداگانه به آن باور داشته باشند). مفهوم عقل فعال به عنوان یک معمار بزرگ، در گنوستیسیزم و دیگر سیستم‌های مذهبی و فلسفی دیده شده‌است.

## در مسیحیت
مفهوم خدا به عنوان معمار (بزرگ) جهان، بارها در مسیحیت استفاده شده‌است. یک تصویر با این مضمون در یک کتاب مقدس قرون وسطی یافته شده‌است. و تشبیه خدا به یک معمار، توسط مدافعان و معلمان مسیحی استفاده می‌شود.